# Слеповрон
Слеповрон (пол. Ślepowron, Bojno, Bujno, Pesze, Pęszno, Szeptyc, Ślepy Wron) — польский шляхетский герб, известный с XIII века.

## Описание
На лазурном поле, стилизованном по форме под щит, изображена серебряная подкова, концами направленная вниз; на её вершине золотой крест, на котором сидит смотрящий вправо (относительно держателя щита) чёрный ворон с золотым перстнем в клюве и с полураскрытыми, будто изготовленными для полёта, крыльями. Над щитом — серебристого цвета геральдический шлем с золотой окантовкой и овальной формы золотым медальоном на цепочке. Забрало шлема в виде вертикальных золотых стержней. Внутренняя часть шлема красного цвета. Над шлемом золотая корона с вставленными в неё красными и зелёными камнями. На короне в виде нашлемника — тот же ворон с перстнем в клюве. Вокруг щита лазурный намёт, подбитый серебром. По Kasper Niesiecki «Herbarz Polski» S.J., Lipsk 1839-46.